# Зеделгем
Зеделгем (на нидерландски: Zedelgem) е селище в Северозападна Белгия, окръг Брюге на провинция Западна Фландрия. Населението му е около 21 800 души (2006).